# HD 191110
HD 191110，又名BD-10 5285，SAO 163290、HR 7694，是一颗恒星，视星等为6.18，位于銀經32.48，銀緯-21.65，其B1900.0坐标为赤經20h 3m 3.3s，赤緯-10° -21.65′ 8″。